# Калле Ярнкрок
Калле Ярнкрок (швед. Calle Järnkrok, нар. 25 вересня 1991, Євле) — шведський хокеїст, правий нападник клубу НХЛ «Торонто Мейпл Ліфс». Гравець збірної команди Швеції.

## Ігрова кар'єра
Вихованець хокейного клубу «Брюнес» в якому і розпочав кар'єру 2007.
2010 року був обраний на драфті НХЛ під 51-м загальним номером командою «Детройт Ред Вінгз». 
У сезоні 2010–11 Калле був номінований на приз найкращого новачка Елітсерії у підсумку він став другим поступившись Маттіасу Екгольму.
5 березня 2014 «червоні крила» обміняли Ярнкрока до клубу «Нашвілл Предаторс». Початок березня 2014 швед провів у фарм-клубі «Мілвокі Едміралс». 21 березня 2014 дебютував за «Нашвілл Предаторс» та заробив своє перше очко, в активі Калле результативна передача. 27 березня нападник закинув першу шайбу у ворота Метью Гаккетта «Баффало Сейбрс».
Сезон 2014–15 став повним у НХЛ для шведа. 17 липня 2015 «хижаки» та Ярнкрок уклали однорічний контракт.
26 липня 2016 сторони продовжли угоду ще на шість років.
21 липня 2021 року підписав угоду з новачком НХЛ «Сіетл Кракен». 16 березня 2022 року перейшов до «Калгарі Флеймс».
15 липня 2022 року на правах вільного агента уклав чотирирічний контракт з «Торонто Мейпл Ліфс».
Був гравцем молодіжної збірної Швеції, у складі якої брав участь у 12 іграх. У складі національної збірної команди Швеції став чемпіоном світу.

## Нагороди та досягнення
- Чемпіон Швеції у складі «Брюнесу» — 2012.
- Чемпіон світу — 2013.
- Бронзовий призер чемпіонату світу — 2014.

## Статистика

### Клубні виступи
| Сезон              | Клуб                    | Ліга               | Регулярний сезон | Регулярний сезон | Регулярний сезон | Регулярний сезон | Регулярний сезон | Плей-оф | Плей-оф | Плей-оф | Плей-оф | Плей-оф |
| Сезон              | Клуб                    | Ліга               | І                | Г                | П                | О                | ШХ               | І       | Г       | П       | О       | ШХ      |
| ------------------ | ----------------------- | ------------------ | ---------------- | ---------------- | ---------------- | ---------------- | ---------------- | ------- | ------- | ------- | ------- | ------- |
| 2007–08            | «Брюнес»                | J20                | 2                | 0                | 0                | 0                | 2                | —       | —       | —       | —       | —       |
| 2008–09            | «Брюнес»                | J20                | 41               | 8                | 18               | 26               | 37               | 7       | 4       | 3       | 7       | 2       |
| 2009–10            | «Брюнес»                | J20                | 19               | 11               | 20               | 31               | 30               | 2       | 0       | 1       | 1       | 0       |
| 2009–10            | «Брюнес»                | Елітсерія          | 33               | 4                | 6                | 10               | 2                | 5       | 1       | 1       | 2       | 0       |
| 2010–11            | «Брюнес»                | Елітсерія          | 49               | 11               | 16               | 27               | 4                | 3       | 3       | 0       | 3       | 2       |
| 2011–12            | «Брюнес»                | Елітсерія          | 50               | 16               | 23               | 39               | 22               | 16      | 4       | 12      | 16      | 12      |
| 2012–13            | «Брюнес»                | Елітсерія          | 53               | 13               | 29               | 42               | 12               | 4       | 0       | 0       | 0       | 6       |
| 2012–13            | «Гренд-Репідс Гріффінс» | АХЛ                | 9                | 0                | 3                | 3                | 0                | —       | —       | —       | —       | —       |
| 2013–14            | «Гренд-Репідс Гріффінс» | АХЛ                | 57               | 13               | 23               | 36               | 14               | —       | —       | —       | —       | —       |
| 2013–14            | «Мілвокі Едміралс»      | АХЛ                | 6                | 5                | 4                | 9                | 0                | 3       | 1       | 1       | 2       | 2       |
| 2013–14            | «Нашвілл Предаторс»     | НХЛ                | 12               | 2                | 7                | 9                | 4                | —       | —       | —       | —       | —       |
| 2014–15            | «Нашвілл Предаторс»     | НХЛ                | 74               | 7                | 11               | 18               | 18               | 6       | 0       | 2       | 2       | 0       |
| 2015–16            | «Нашвілл Предаторс»     | НХЛ                | 81               | 16               | 14               | 30               | 14               | 14      | 0       | 1       | 1       | 4       |
| 2016–17            | «Нашвілл Предаторс»     | НХЛ                | 81               | 15               | 16               | 31               | 25               | 21      | 2       | 5       | 7       | 2       |
| 2017–18            | «Нашвілл Предаторс»     | НХЛ                | 68               | 16               | 19               | 35               | 12               | 7       | 0       | 1       | 1       | 0       |
| 2018–19            | «Нашвілл Предаторс»     | НХЛ                | 79               | 10               | 16               | 26               | 12               | 6       | 0       | 2       | 2       | 2       |
| 2019–20            | «Нашвілл Предаторс»     | НХЛ                | 64               | 15               | 19               | 34               | 14               | 4       | 1       | 0       | 1       | 0       |
| 2020–21            | «Нашвілл Предаторс»     | НХЛ                | 49               | 13               | 15               | 28               | 14               | 5       | 0       | 1       | 1       | 2       |
| 2021–22            | «Сіетл Кракен»          | НХЛ                | 49               | 12               | 14               | 26               | 2                | —       | —       | —       | —       | —       |
| 2021–22            | «Калгарі Флеймс»        | НХЛ                | 17               | 0                | 4                | 4                | 4                | 12      | 1       | 3       | 4       | 0       |
| Усього в Елітсерії | Усього в Елітсерії      | Усього в Елітсерії | 185              | 44               | 74               | 118              | 40               | 28      | 8       | 13      | 21      | 20      |
| Усього в НХЛ       | Усього в НХЛ            | Усього в НХЛ       | 574              | 106              | 135              | 241              | 119              | 75      | 4       | 15      | 19      | 10      |

### Збірна
| Рік                | Команда            | Турнір             | Місце              | І  | Г | П  | О  | ШХ |
| ------------------ | ------------------ | ------------------ | ------------------ | -- | - | -- | -- | -- |
| 2009               | Швеція             | Швеція             | 5-е                | 6  | 2 | 7  | 9  | 4  |
| 2011               | Швеція             | МЧС                | 4-е                | 6  | 2 | 3  | 5  | 2  |
| 2012               | Швеція             | ЧС                 | 6-е                | 8  | 0 | 1  | 1  | 0  |
| 2013               | Швеція             | ЧС                 | 1                  | 10 | 0 | 1  | 1  | 4  |
| 2014               | Швеція             | ЧС                 | 3                  | 10 | 0 | 0  | 0  | 4  |
| Молодіжна збірна   | Молодіжна збірна   | Молодіжна збірна   | Молодіжна збірна   | 12 | 4 | 10 | 14 | 6  |
| Національна збірна | Національна збірна | Національна збірна | Національна збірна | 28 | 0 | 2  | 2  | 8  |